# Melba Marlett
Melba Marlett, née en 1909 et morte en 1994, est une femme de lettres américaine, auteure de roman policier.

## Biographie
En 1941, elle publie son premier roman, Death Has a Thousand Doors, où apparaît Sarah De Long, une institutrice de 35 ans qui épouse l'inspecteur O'Brien à la fin d'une enquête qu'ils mènent conjointement. Alors qu'elle est enceinte, Sarah O'Brien s'occupe d'une nouvelle enquête dans Another Day Toward Dying (1943).
En 1944, Melba Marlett fait paraître La mort te cherche (Escape While I Can), son seul roman traduit en français. Selon Michel Amelin « ce qui aurait pu donner lieu à un banal roman gothique devient une œuvre remarquable. Melba Marlett, avec une incroyable habileté, définissant par petites touches perverses sa propre vision de l'enfer. Ce roman est bien supérieur au fameux Rebecca de Daphne du Maurier ; la haine, l'angoisse et la peur y sont d'autant plus intenses qu'elles hantent chaque phrase ».

## Œuvre

### Romans

#### SérieSarah O'Brien
- Death Has a Thousand Doors (1941)
- Another Day Toward Dying (1943)

#### Autres romans
- The Devil Builds a Chapel (1942)
- Escape While I Can (1944) Publié en français sous le titre La mort te cherche, Paris, Éditions Albin Michel, coll. « Le Limier » no 16 (1949)
- Tomorrow Will Be Monday (1946)
- Death Is In the Garden (1951)

### Recueil de nouvelles
- The Frightened Ones (1956)

### Nouvelles
- Purring Countess (1956)
- The Second Mrs. Porter (1986) Publié en français sous le titre La Deuxième Mme Porter, Paris, LGF, Alfred Hitchcock magazine, 2e série no 2 (octobre 1988) ; réédition dans le recueil Histoires avec pleurs et couronnes, Paris, LGF, coll. « Le Livre de poche » no 6943 (1991)  (ISBN 2-253-05615-4)

## Sources
: document utilisé comme source pour la rédaction de cet article.
- Claude Mesplède (dir.), Dictionnaire des littératures policières, vol. 2 : J - Z, Nantes, Joseph K, coll. « Temps noir », 2007, 1086 p. (ISBN 978-2-910-68645-1, OCLC 315873361), p. 304.